# João da Rocha Ribeiro (1767-1824)
João da Rocha Ribeiro (Angra, 6 de março de 1767 — Angra, 20 de setembro de 1824) foi um grande comerciante e político, pioneiro no pensamento económico nos Açores, autor de um conjunto de obras de pendor fisiocrático sobre a liberdade de exportação dos cereais e sobre os seus preços, adoptando em boa parte o pensamento de Adam Smith.

## Biografia
Descendente de uma família de negociantes abastados, foi grande negociante da praça de Angra, procurador da Junta do Comércio de Lisboa e deputado tesoureiro geral da Junta da Fazenda dos Açores. Amigo e colaborador próximo do capitão-general Francisco de Borja Garção Stockler, que frequentava a sua casa, desempenhou um importante papel nos acontecimentos que culminaram na revolta liberal de 1821 e na subsequente reposição no poder do capitão-general Stockler. Foi administrador sociedade arrematadora do contrato dos dízimos do trigo e miunças da ilha Terceira (e também da ilha de São Miguel), sucedendo neste negócio a seu pai e ao seu tio-avô.
Dedicou-se aos estudos económicos, tendo produzido várias memórias advogando a liberdade de exportação dos cereais, especialmente do trigo. Sendo um dos comerciantes e intelectuais com maior influência no período final da Capitania Geral dos Açores, nas suas publicações defendia as ideias do fisiocratismo e mostrava-se conhecedor das teorias de Adam Smith. Uma das suas memórias foi impressa em Lisboa e distribuída aos deputados das Cortes Gerais e Extraordinárias da Nação Portuguesa visando influenciar a sua opinião no sentido da liberalização da exportação dos cereais produzidos nos Açores.
Adquiriu a Quinta de Nossa Senhora da Oliveira, no Caminho de Baixo, e quando faleceu deixou à viúva uma enorme fortuna, avaliada em 65.660$222 réis.

## Obras publicadas
- Collecção de Avisos Régios, officios, e mais papeis relativos á exportação do grão das ilhas dos Açores, com humas observações sobre a necessidade que ha de se declarar por huma vez livre de todo e qualquer embaraço aquela exportação, assim para Portos Nacionais como para os Estrangeiros. Lisboa, na Offic. de Simão Thadeo Ferreira, 1821.
- "Reflexões sobre a livre exportação dos cereais, dirigidas ao Governador e Capitão-General das ilhas dos Açores, Francisco António de Araújo, por João da Rocha Ribeiro em 1817, com várias notas do Sr. Bernardino José de Sena Freitas" in O Annunciador da Terceira, n.º 44, de 28 de abril de 1843; n.º 45, de 5 de maio de 1843; n.º 46, de 12 de maio de 1843; e n.º 47, de 19 de maio de 1843.
- "Collecção de avisos regios, officios e mais papeis relativos a exportação do grão das ilhas dos Açores : com umas observações sobre a necessidade que ha de se declarar por huma vez livre de todo e qualquer embaraço aquella exportação, assim para os portos nacionaes, como para os estrangeiros". Republicação intgral em Ernesto do Canto (editor), Arquivo dos Açores, vol. 5 (1883), pp. 283-341.